# Логан Сарджент
Логан Гантер Сарджент (англ. Logan Hunter Sargeant; нар. 31 грудня 2000) — американський автогонщик, який виступав у Формулі-1 з командою Williams. Раніше він виступав у Формулі-2 в 2022 році з командою Carlin Motorsport, де став новачком року, посівши четверте місце в загальному заліку.

## Рання кар'єра

### Картинг
Сарджент розпочав свою кар’єру в автоспорті в картингу в 2008 році. У свій перший рік він брав участь у регіональних і національних чемпіонатах у класі Rotax Micro Max, посів третє місце у Florida Winter Tour і Rotax Max Challenge USA. Пізніше Сарджант переїхав до Європи, де брав участь у ROK Cup International Final, Trofeo Delle Industrie та WSK Euro Series.
У 2015 році Сарджент виграв CIK-FIA World KFJ Championship, ставши першим американцем, який виграв титул чемпіона світу з картингу FIA після Лейка Спіда у 1978 році. Сарджент завоював свій перший титул в старшій серії картингу в 2016 WSK Champions Cup, де він змагався в класі ОК.

### Формула-2

#### 2021: Дебют
Сарджент дебютував у Формулі-2 у передостанньому раунді сезону 2021 року з командою HWA Racelab. Він фінішував у першому спринті 16-м, але зійшов у другому через механічну проблему. Американець завершив перервану основну гонку на 14-му місці.

#### 2022
13 грудня 2021 року було оголошено, що Сарджент приєднається до команди Carlin у сезоні 2022 року разом із новозеландцем Ліамом Ловсоном.
3 липня 2022 року Сарджент став першим американським гонщиком, який виграв гонку Формули-2, здобувши перемогу в основній гонці в Сільверстоуні.
10 липня 2022 року Сарджент виграв основну гонку в Австрії після того, як два гонщики, що фінішували попереду американця, отримали штрафи після фінішу.

## Формула-1
У жовтні 2021 року, під час Гран-прі США, було оголошено, що Сарджент приєднається до Академії гонщиків Williams. Він вперше сів за кермо боліда Формули-1 під час післясезонних тестів на трасі Яс-Марина за кермом Williams FW43B. Він описав свій перший раз в боліді Формули-1 як «досвід на все життя».
Сарджент дебютував в вільній практиці у Формулі-1 з командою Williams на Гран-прі США 2022 року. Він став першим американським гонщиком, який взяв участь у сесії Гран-прі Формули-1 після Александра Россі в 2015 році. Під час свого дебюту в вільних заїздах Йост Капіто, керівник команди Williams, заявив, що його дебют «був і приємним і напруженим для Саржанта». Капіто також підтвердив, що Сарджент приєднається до команди Williams на роль основного пілота у 2023 році, якщо він отримає необхідні бали суперліцензії FIA, тобто фінішувати принаймні п’ятим (або шостим без будь-яких штрафних балів) у чемпіонаті Формули-2. Капіто також зазначив, що його американське громадянство не було ключовим для його підвищення до Формули-1.
Сарджент виступив за кермом Williams FW44 також в вільних заїздах на Гран-прі Мехіко, Сан-Паулу та Абу-Дабі. Сарджент офіційно отримав необхідні бали суперліцензії після основної гонки Формули-2 в Абу-Дабі та був офіційно оголошений напарником Александра Албона, замінивши канадця Ніколаса Латіфі в сезоні 2023 року. Після завершення сезону 2022 року Сарджент взяв участь у післясезонних тестах за кермом FW44 в Абу-Дабі. Сарджент вибрав «2» своїм постійним номером; цей номер раніше використовувався Стофелем Вандорном у 2017 та 2018 роках.

### Williams (2023–2024)

#### 2023
Сарджент кваліфікувався 16-им під час першого етапу сезону в Бахрейні, показавши той самий час кола, що й Ландо Норріс з McLaren, але не зміг пройти до другої кваліфікаційної сесії, оскільки Норріс показав свій час першим. Він закінчив гонку дванадцятим, відставши на два місця від товариша по команді Алекса Албона. Після гонки Сарджент сказав, що він «дуже, дуже задоволений» своєю дебютною гонкою, але був розчарований тим, що не пройшов в другий сегмент кваліфікації. Він не зміг встановити повноцінний час кола в кваліфікації під час Гран-прі Саудівої Арськавії. Він стартував з останнього місця і фінішував 16-м. Сарджент зійшов на Гран-прі Австралії після зіткнення з Ніком де Врісом під час третього повторного старту та був класифікований 16-м. В кваліфікації під час Гран-прі Азербайджану Сарджент вперше досяг другого сегменту кваліфікації, але розбився під час кваліфікації до спринту та був змушений відмовитися від участі в спринті через пошкодження автомобіля. Він кваліфікувався та фінішував 20-м на Гран-прі Маямі та Гран-прі Іспанії, а потім кваліфікувався 19-м і зійшов через витік мастила на Гран-прі Канади.
Кращих результатів вдалося досягти на Гран-прі Австрії, де він був класифікований 13-м, незважаючи на те, що стартував 18-м і отримав штрафи за порушення меж траси, а також на Гран-прі Великої Британії, де він пройшов у другий сегмент кваліфікації та фінішував 11-м в гонці, відставши на чотири секунди від Карлоса Сайнса-молодшого з Ferrari. Після цього він кваліфікувався останнім на Гран-прі Угорщини і зрештою зійшов в гонці після того, як він втратив керування та розвернувся посеред траси. Він розбився під час дощової практики на Гран-прі Бельгії та фінішував 17-м у гонці. Він вперше досяг третього сегменту кваліфікації на Гран-прі Нідерландів, але розбився у фінальній сесії. Він знову розбився під час гонки, в чому команда звинуватила проблему з гідравлікою. Він пройшов в другий сегмент кваліфікації на Гран-прі Італії та фінішував 13-м, незважаючи на те, що отримав штраф за те, що спричинив зіткнення з Вальттері Боттасом. На Гран-прі Сінгапуру Він уникнув покарання за перешкоджання іншому пілоту в кваліфікації, що в FIA пізніше визнали помилкою. На початку гонки Сарджент вдарився об стіну та пошкодив переднє крило, але зміг продовжити гонку та фінішував 14-м.
Він потрапив в значну аварію під час кваліфікації на Гран-прі Японії та був змушений стартувати в гонці з піт-лейну. Він отримав штраф за зіткнення з Боттасом на перших колах, а ушкодження від зіткнення зрештою призвели до того, що обидві машини зійшли з гонки. Сарджент зійшов в спринті на Гран-прі Катару після вильоту в гравій, а пізніше зійшов з гонки після 40 кіл через тепловий удар і зневоднення, симптоми, які також відчули і інші пілоти через екстремальні погодні умови. Він стартував 16-м на домашньому Гран-прі США та фінішував 12-м в гонці. Пізніше він був підвищений до 10-го місця після дискваліфікації Льюїса Гамільтона та Шарля Леклера, що зробило Саржента першим американським гонщиком, який набрав очко у Формулі-1 після Майкла Андретті на Гран-прі Італії 1993 року. Він не зміг встановити кваліфікаційний час на Гран-прі Мехіко, а пізніше зійшов з гонки через проблему з паливним насосом. На Гран-прі Сан-Паулу він зумів пробитися з 19-го місця до 11-го на фініші. Він досяг свого найкращого результату в кваліфікації на Гран-прі Лас-Вегаса, стартувавши шостим, але обидва пілоти Williams не набрали очок на фініші. Він знову не зміг встановити кваліфікаційний час на завершальному Гран-прі Абу-Дабі, оскільки його спроби були видалені через порушення меж траси. Це означало, що він поступився напарнику по команді Албону в усіх двадцяти двох кваліфікаціях сезону.
Сарджент завершив сезон на 21-му місці в особистому заліку, набравши одне очко проти 27-ми Албона.

#### 2024
У грудні 2023 року в Williams оголосили, що Сарджент був повторно підписаний і буде виступати за команду в 2024 році разом з Алексом Албоном. Під час першого етапу сезону в Бахрейні він кваліфікувався 18-м, піднявся до 14-го на другому колі гонки, але фінішував 20-м після проблеми з кермом. Потім він піднявся на п'ять місць на Гран-прі Саудівської Аравії, стартувавши 19-м і фінішувавши 14-м. Він відмовився від участі в Гран-прі Австралії, щоб дозволити товаришу по команді Албону використати його шасі, після того як Албон потрапив у серйозну аварію під час вільних заїздів і команда не змогла відремонтувати його болід. Сарджент описав цю ситуацію як «найважчий момент» у своїй кар'єрі. Він повернувся на Гран-прі Японії, але розбився в першому вільному заїзді. Під час гонки він досяг 11-го місця, але повернувся на трасу 16-м після піт-стопу на 23-му колі. Він зміг утримувати 15-те місце протягом більшої частини гонки після цього моменту, але пізнішу заблокував переднє праве колесо в дев'ятому повороті та вилетів на гравій, , що відкинуло його на 17-те місце, де він і завершив гонку. Сарджент повинен був залишити команду в кінці сезону, поступившись місцем Карлосу Сайнсу-молодшому в сезоні 2025 року. Однак Сарджента було звільнено з Williams одразу після Гран-прі Нідерландів, а його місце зайняв пілот Формули-2 Франко Колапінто.

## Результати виступів

### Загальна статистика
| Сезон   | Серія                                     | Команда               | Гонки | Перемоги | Поули | Н/к | Подіуми | Очки | Місце |
| ------- | ----------------------------------------- | --------------------- | ----- | -------- | ----- | --- | ------- | ---- | ----- |
| 2016    | Formula 4 UAE Championship - Trophy Event | Team Motopark         | 3     | 0        | 0     | 2   | 3       | Н/Д  | НК    |
| 2016–17 | Formula 4 UAE Championship                | Team Motopark         | 18    | 0        | 0     | 7   | 15      | 261  | 2     |
| 2017    | F4 British Championship                   | Carlin                | 30    | 2        | 2     | 2   | 10      | 356  | 3     |
| 2017    | Formula Renault Eurocup                   | R-ace GP              | 3     | 0        | 0     | 0   | 0       | 0    | НК†   |
| 2017    | Formula Renault NEC                       | R-ace GP              | 2     | 0        | 0     | 0   | 0       | 24   | 23    |
| 2017    | V de V Challenge Monoplace                | R-ace GP              | 3     | 1        | 1     | 0   | 3       | 99   | 28    |
| 2018    | Formula Renault Eurocup                   | R-ace GP              | 20    | 3        | 2     | 3   | 7       | 218  | 4     |
| 2018    | Formula Renault NEC                       | R-ace GP              | 12    | 1        | 0     | 2   | 3       | 87   | 5     |
| 2019    | FIA Formula 3 Championship                | Carlin Buzz Racing    | 16    | 0        | 0     | 0   | 0       | 5    | 19    |
| 2019    | Гран-прі Макао                            | Carlin Buzz Racing    | 1     | 0        | 0     | 0   | 1       | Н/Д  | 3     |
| 2020    | FIA Formula 3 Championship                | Prema Racing          | 18    | 2        | 3     | 2   | 6       | 160  | 3     |
| 2021    | FIA Formula 3 Championship                | Charouz Racing System | 20    | 1        | 0     | 0   | 4       | 102  | 7     |
| 2021    | European Le Mans Series                   | Racing Team Turkey    | 2     | 0        | 1     | 0   | 0       | 21   | 19    |
| 2021    | Michelin Le Mans Cup - GT3                | Iron Lynx             | 3     | 2        | 2     | 3   | 3       | 51   | 6     |
| 2021    | FIA Formula 2 Championship                | HWA Racelab           | 3     | 0        | 0     | 0   | 0       | 0    | 29    |
| 2022    | FIA Formula 2 Championship                | Carlin                | 28    | 2        | 2     | 0   | 4       | 148  | 4     |
| 2023    | Формула-1                                 | Williams Racing       | 22    | 0        | 0     | 0   | 0       | 1    | 20    |
| 2024    | Формула-1                                 | Williams Racing       | 15    | 0        | 0     | 0   | 0       | 0*   | 23*   |

† Сарджент брав участь в змаганні за запрошенням, тому йому не нараховувалися очки чемпіонату.
* Сезон триває.

### Формула-1
| Сезон    | Команда         | Шасі          | Двигун                       | 1      | 2      | 3       | 4      | 5      | 6        | 7      | 8        | 9        | 10     | 11      | 12     | 13       | 14     | 15     | 16       | 17       | 18     | 19       | 20       | 21       | 22       | 23  | 24  | Місце | Очки |
| -------- | --------------- | ------------- | ---------------------------- | ------ | ------ | ------- | ------ | ------ | -------- | ------ | -------- | -------- | ------ | ------- | ------ | -------- | ------ | ------ | -------- | -------- | ------ | -------- | -------- | -------- | -------- | --- | --- | ----- | ---- |
| 2022     | Williams Racing | Williams FW44 | Mercedes-AMG F1 M13 1.6 V6 t | БАХ    | САУ    | АВС     | ЕМІ    | МАЯ    | ІСП      | МОН    | АЗЕ      | КАН      | ВЕЛ    | АВТ     | ФРА    | УГО      | БЕЛ    | НІД    | ІТА      | СІН      | ЯПО    | США Тест | МЕХ Тест | САП Тест | АБУ Тест |     |     | –     | –    |
| 2023     | Williams Racing | Williams FW45 | Mercedes-AMG F1 M14 1.6 V6 t | БАХ 12 | САУ 16 | АВС 16† | АЗЕ 16 | МАЯ 20 | МОН 18   | ІСП 20 | КАН Схід | АВТ 13   | ВЕЛ 11 | УГО 18† | БЕЛ 17 | НІД Схід | ІТА 13 | СІН 14 | ЯПО Схід | КАТ Схід | США 10 | МЕХ 16†  | САП 11   | ЛВГ 16   | АБУ 16   |     |     | 21    | 1    |
| 2024     | Williams Racing | Williams FW46 | Mercedes-AMG F1 M15 1.6 V6 t | БАХ 20 | САУ 14 | АВС Від | ЯПО 17 | КИТ 17 | МАЯ Схід | ЕМІ 17 | МОН 15   | КАН Схід | ІСП 20 | АВТ 19  | ВЕЛ 11 | УГО 17   | БЕЛ 17 | НІД 16 | ІТА      | АЗЕ      | СІН    | США      | МЕХ      | САП      | ЛВГ      | КАТ | АБУ | 23*   | 0*   |
| Джерело: |                 |               |                              |        |        |         |        |        |          |        |          |          |        |         |        |          |        |        |          |          |        |          |          |          |          |     |     |       |      |

Примітки
- * — Сезон триває.
- † — Не фінішував на Гран-прі, але був класифікований, оскільки подолав понад 90 % дистанції.